# Östkraft
Östkraft AB, svenskt elkraftbolag som också bedriver verksamhet inom fast och mobil telefoni. För sina mobiltjänster använder sig bolaget av TeliaSoneras GSM-nät. VD (2008) är Tom Istgren.
Sommaren 2009 bytte bolaget namn till Bixia. Mobiltjänsterna såldes till Alltele AB.